# Signal Foundation
La Signal Foundation, officiellement la Signal Technology Foundation, est une organisation américaine sans but lucratif créée en 2018 par Moxie Marlinspike et Brian Acton. Sa mission est de « développer les technologies open source qui protègent  la vie privée et la liberté d'expression et permettent la communication sécurisée au niveau mondial ».
La fondation finance l’entreprise Signal Messenger LLC chargée du développement de l’application de messagerie Signal. La Freedom of the Press Foundation a été le sponsor officiel du projet.

## Histoire
Le 21 février 2018, Moxie Marlinspike et le cofondateur de WhatsApp, Brian Acton, annoncent la création de la Fondation Signal Foundation, une Fondation à but non lucratif (501c3). La fondation a été lancée avec un financement initial de 50 millions de dollars d'Acton, qui a quitté la société mère de WhatsApp Facebook en septembre 2017.
La Freedom of the Press Foundation a été le sponsor officiel du projet et a continué d'accepter des dons au nom de Signal alors que le statut à but non lucratif de la fondation était en suspens[réf. nécessaire].
Début janvier 2022, Moxie Marlinspike annonce vouloir quitter son poste de CEO de la fondation et commencer à chercher son remplaçant, Brian Acton assurant la fonction dans l’intérim.

## Signal Messenger LLC
Signal Messenger LLC a été fondé en même temps de Signal Technology Foundation et agit en tant que sa filiale. Elle est responsable du développement de l’application de messagerie Signal et du Signal Protocol. Moxie Marlinspike a été le premier directeur général de Signal Messenger jusqu’à son départ le 10 janvier 2022. Brian Acton s’est porté volontaire pour assurer la fonction PDG en tant que manager de transition pendant que l’organisation cherchait un nouveau PDG. En juin 2023, Signal a annoncé que Acton resterait définitivement à la tête de l'entreprise.

### Liste des PDGs
1. Moxie Marlinspike (2018-2022)
2. Brian Acton (2022-présent)

### Liste des présidents
1. Meredith Whittaker (2022-présent)[8]